# Дазінг
Дазінг (нім. Dasing) — громада в Німеччині, знаходиться в землі Баварія. Підпорядковується адміністративному округу Швабія. Входить до складу району Айхах-Фрідберг. Центр об'єднання громад Дазінг.
Площа — 40,91 км2. Населення становить 5815 ос. (станом на 31 грудня 2020).